# Газах-Товузский экономический район

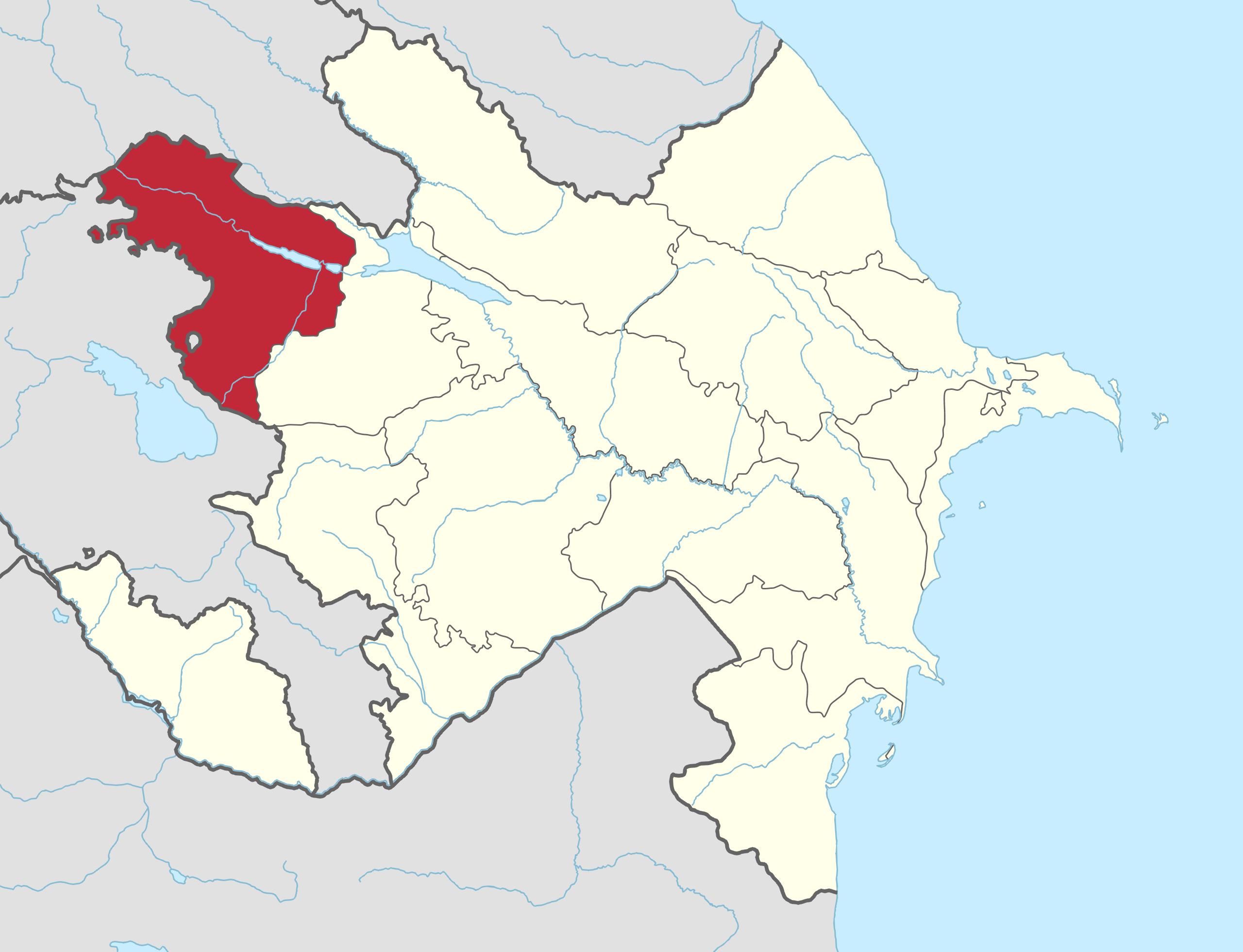
Газах-Товузский экономический район

Газах-Товузский экономический район (азерб. Qazax-Tovuz iqtisadi rayonu) — один из 14 экономических районов Азербайджана. Включает Агстафинский, Гедабекский, Газахский, Шамкирский и Товузский административные районы.

## История
С 1991 по 2021 года территория вышеперечисленных административных районов вместе с городами Гянджа и Нафталан, а также Дашкесанским, Геранбойским, Гёйгёльским, Самухским административными районами входила в состав Гянджа-Газахского экономического района (ныне Гянджа-Дашкесанский экономический район).
Газах-Товузский экономический район был создан 7 июля 2021 года согласно указу президента Азербайджана  «О новом разделении экономических районов в Азербайджанской Республике».

## Общие сведения
В 2022 году в районе действовало 13 585 субъектов малого и среднего бизнеса, в 2023 году — 15 294.